# Sigetec
Sigetec – wieś w Chorwacji, w żupanii kopriwnicko-kriżewczyńskiej, w gminie Peteranec. W 2011 roku liczyła 1212 mieszkańców.